# Susan Gal
Susan Gal (ur. 1949) – amerykańska językoznawczyni i antropolog, profesor Uniwersytetu Chicagowskiego. 

## Życiorys
Jej dorobek obejmuje szereg prac poświęconych antropologii lingwistycznej, relacji między płcią a polityką oraz historii społecznej Europy Wschodniej. Kształciła się w Barnard College, gdzie w 1970 r. uzyskała bakalaureat z psychologii i antropologii. W 1976 r. uzyskała stopień doktora na Uniwersytecie Kalifornijskim w Berkeley. W latach 1977–1994 wykładała na Rutgers University, następnie przeniosła się na University of Chicago, gdzie w okresie od 1999 do 2002 kierowała Katedrą Antropologii. W 2007 r. została wybrana członkiem Amerykańskiej Akademii Sztuk i Nauk.

## Publikacje (wybór)
- Peasant men can't get wives: Language change and sex roles in a bilingual community (1978)
- Language Shift: Social Determinants of Linguistic Change in Bilingual Austria (1979)
- Reproducing Gender: Politics, Publics, and Everyday Life after Socialism (współautorstwo, 2000)
- The Politics of Gender After Socialism: A Comparative Historical Essay (współautorstwo, 2000)
- Languages and Publics: The Making of Authority (współautorstwo, 2001)
- A Semiotics of the Public/Private Distinction (2002)
- Language ideologies compared: Metaphors and circulations of public and private (2005)